# Zopfiella leucotricha
Zopfiella leucotricha är en svampart som först beskrevs av Speg., och fick sitt nu gällande namn av Malloch & Cain 1971. Zopfiella leucotricha ingår i släktet Zopfiella och familjen Lasiosphaeriaceae.   Inga underarter finns listade i Catalogue of Life.